# Immerath (Rhénanie-Palatinat)
Pour les articles homonymes, voir Immerath.
Immerath est une municipalité du Verbandsgemeinde Daun, dans l'arrondissement de Vulkaneifel, en Rhénanie-Palatinat, dans l'ouest de l'Allemagne.